# El entusiasmo
El entusiasmo es una coproducción franco-española-chilena de 1998, de género dramático, estrenada el 25 de diciembre de 1998 en Chile, el 3 de septiembre de 1999 en España y el 26 de abril del 2000 en Francia. Fue dirigida por Ricardo Larraín y los actores protagonistas de los papeles principales fueron Carmen Maura, Maribel Verdú, Álvaro Rudolphy y Álvaro Escobar.
Por su papel en esta película Álvaro Rudolphy estuvo nominado como mejor actor en la 1ª edición de los Premios Altazor, celebrada en marzo de 2000.

## Argumento
Fernando e Isabel se trasladan a vivir a Arica, una ciudad en Chile y próxima a Perú, en compañía de su hijo Miguel. El objetivo de la pareja es crear una empresa de viajes que promocione el turismo de aventura. En Arica se reúnen con Guillermo, un viejo amigo reportero. La empresa prospera en poco tiempo y Fernando, Guillermo e Isabel, entusiasmados, piensan en nuevos proyectos. Pero la ambición de Fernando puede poner en peligro todo lo conseguido.

## Reparto (selección)
- Maribel Verdú como	Isabel.
- Carmen Maura como María.
- Álvaro Escobar como Fernando.
- Álvaro Rudolphy como Guillermo.
- Gianfranco Levrini como Miguel.
- Javiera Contador como Isabel (voz).
- Ángel Lattus como	Professor Ulmenes.
- Vanessa Miller como Ángela.
- Diego Muñoz como Joven Fernando.
- Tomás Vidiella como Canoso.